# Jerrel Wilson
Jerrel Wilson é um ex-jogador profissional de futebol americano estadunidense.

## Carreira
Jerrel Wilson foi campeão da Super Bowl IV jogando pelo Kansas City Chiefs.